# Pamela Nash

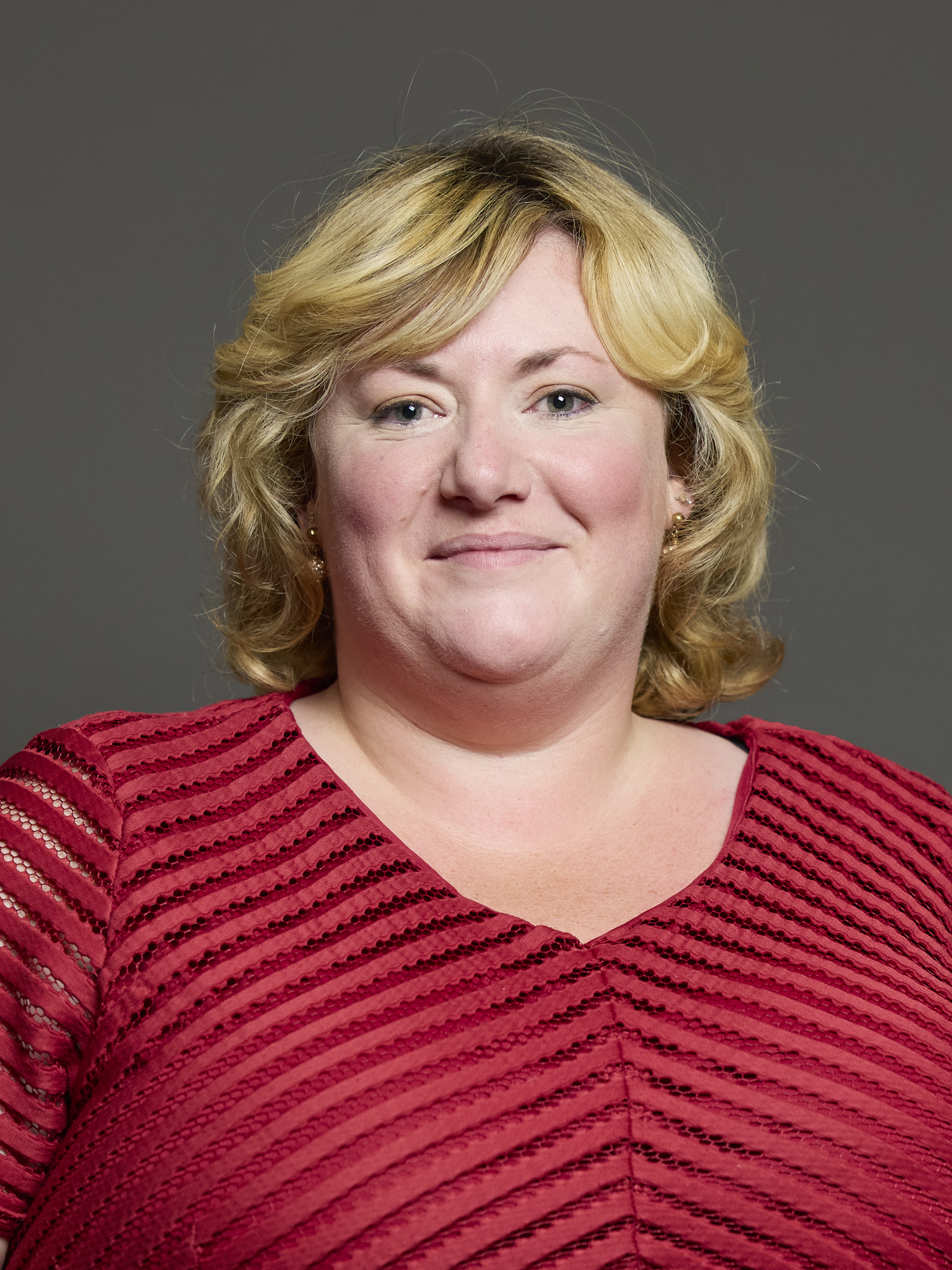
Pamela Nash, 2024

Pamela Nash (* 24. Juni 1984 in Airdrie, Schottland) ist eine britische Politikerin (Labour Party) und war von 2010 bis 2015 Abgeordnete im House of Commons.

## Familie, Ausbildung und beruflicher Werdegang
Pamela Nash wurde in Airdrie geboren. Im Alter von 17 Jahren verlor sie ihre Mutter und ihren Stiefvater. Ihre schulische Bildung erhielt sie an der St Margaret's High School in Airdrie und Chapelhall. Nach ihrem Schulabschluss verbrachte sie den Sommer in Nyeri in Kenia, wo sie als Freiwillige in einer Schule arbeitete. Nach ihrer Rückkehr nahm Nash das Studium der Politikwissenschaften an der University of Glasgow auf. Als Vertiefungsrichtung wählte sie dabei Menschenrechte und Entwicklungszusammenarbeit. Während des Studiums verbrachte sie eine gewisse Zeit in Uganda. 2006 schloss sie ihr Studium mit einem Master of Arts ab. Nash volontierte bei John Reid, der sie später fest anstellte.

## Politische Karriere
Nash war in jungen Jahren in der Jugendbewegung der Fabian Society aktiv und engagierte sich im Scottish Youth Parliament. Für die Britischen Unterhauswahlen 2010 wurde sie als Kandidatin für den Wahlkreis Airdrie and Shotts als Nachfolgerin von John Reid nominiert. Ihre Nominierung war stark umstritten. So trat der für den Wahlkreis verantwortliche Parteifunktionär Brian Brady nach der Nominierung Nashs zurück. Bei der Wahl selbst erreichte Nash mit 58,2 % ein sehr respektables Ergebnis. Bei ihrer Wahl in das House of Commons war sie 26. Sie war damit die jüngste Abgeordnete und wurde in Großbritannien als Baby of the House bezeichnet. Zurzeit ist sie Parlamentarische Privatsekretärin von Jim Murphy, dem Schattenminister für Internationale Entwicklungszusammenarbeit. Daneben gehörte sie mehreren Ausschüssen des House of Commons an, darunter etwa dem Science and Technology Select Committee und dem Scottish Affairs Select Committee.
Im September 2010 sprach sich Nash für David Miliband als Parteivorsitzenden der Labour Party aus. Am 6. November 2012 versäumte sie eine Sitzung des Parlaments in der sie als Hauptrednerin zur Frage der Zugehörigkeit Schottlands zur Europäischen Union im Falle der schottischen Unabhängigkeit Stellung nehmen sollte. Im Oktober 2013 wurde sie nach einer Mitgliederbefragung in ihrem Wahlkreis mit 55 von 101 Stimmen als Kandidatin für die Unterhauswahlen 2015 nominiert. Am Wahltag konnte sie sich jedoch nicht gegen ihren Kontrahenten Neil Gray von der SNP durchsetzen und schied in der Folge aus dem britischen Unterhaus aus.